# Afrixalus knysnae
Espèce
Synonymes
- Hyperolius knysnae Loveridge, 1954

Statut de conservation UICN

 EN B1ab(ii,iii,iv,v) : En danger
Afrixalus knysnae est une espèce d'amphibiens de la famille des Hyperoliidae.

## Répartition
Cette espèce est endémique de la côte Sud de l'Afrique du Sud. Elle se rencontre à basse altitude de chaque côté de la frontière entre les provinces du Cap-Oriental et du Cap-Occidental,.

## Étymologie
Son nom d'espèce lui a été donné en référence à son lieu de découverte, Knysna.

## Publication originale
- Loveridge, 1954 : New frogs of the genera Hyperolius and Arthroleptis from South Africa. Annals of the Natal Museum, vol. 13, no 1, p. 95-99 (texte intégral).